# Kiswa

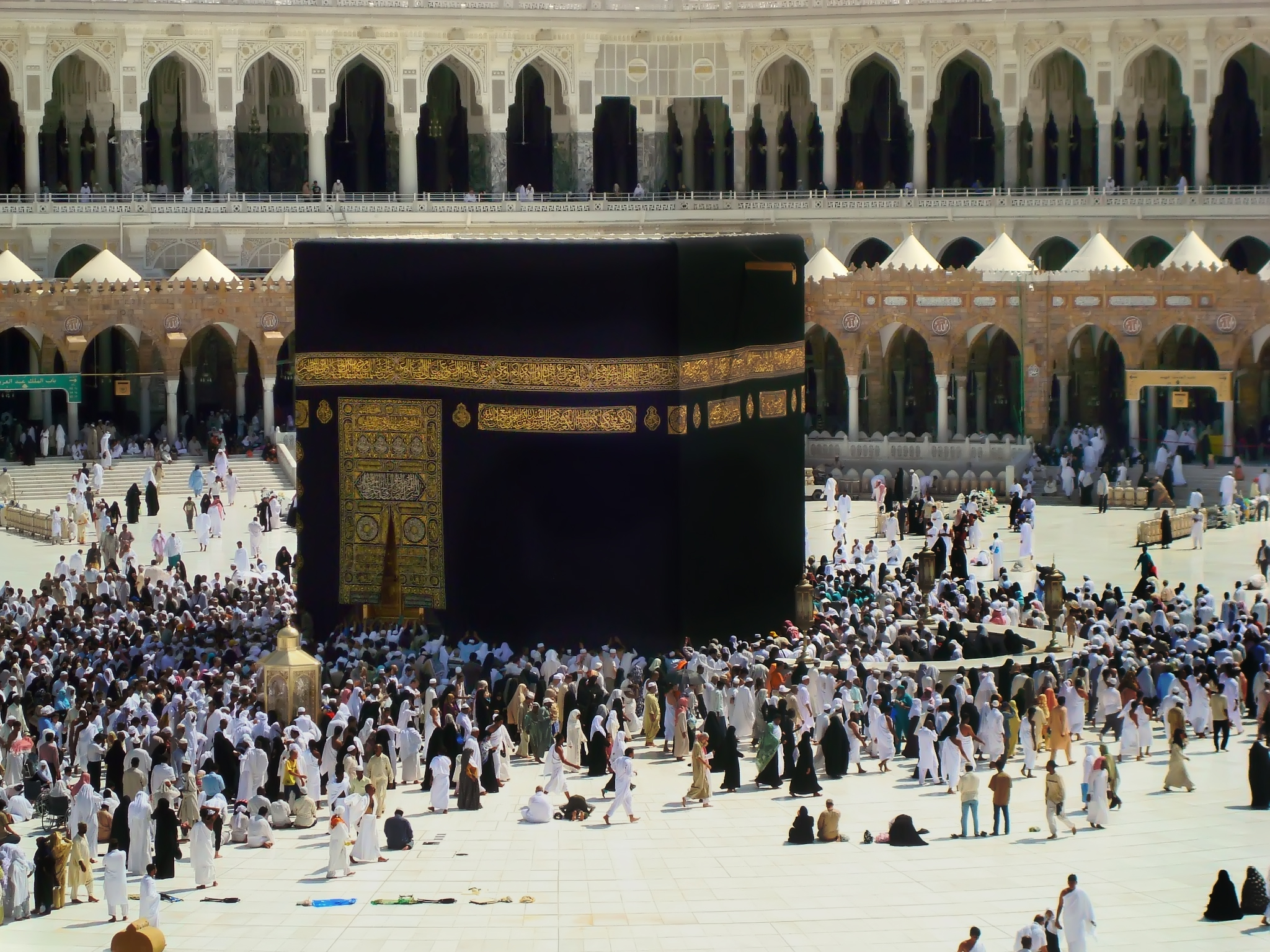
Kaaba mit der Kiswa

Bei der Kiswa (arabisch كسوة, DMG Kiswa; auch Kiswah) handelt es sich um ein großes schwarzes Brokatstofftuch, welches die Kaaba (das zentrale Heiligtum des Islam) in Mekka in Saudi-Arabien umhüllt und jährlich erneuert wird.
Prächtige Ornamente sowie aus Gold- und Silberdrähten gestickte Koran-Suren verzieren die Kiswa in etwa zwei Drittel ihrer Höhe.

## Herstellung der Kiswa
In der staatseigenen Kiswa-Fabrik (arabisch مصنع كسوة الكعبة المشرفة, DMG Maṣnaʿ Kiswat al-Kaʿba al-mušarrafa) in Mekka arbeiten mehr als 100 Männer das ganze Jahr, um das Tuch mit den Stickereien anzufertigen. Sie verarbeiten pro Jahr ca. 400 Kilogramm Gold- und Silberdrähte, die weniger als ein Drittel Millimeter dick sind und aus 999er Gold und Silber bestehen. In den letzten Jahren werden bereits moderne Verfahren wie Computerzeichnungen eingesetzt, um die Kiswa und das jeweilige Ersatztuch fertigzustellen. Bis ins Jahr 1962 wurde die Kiswa in Ägypten angefertigt. Im Zuge der Konflikte zwischen Saudi-Arabien und Ägypten wurde diese Tradition abgelöst.